# Judo na Igrzyskach Ameryki Południowej 1986
Turniej judo na igrzyskach Ameryki Południowej odbył się w grudniu 1986 roku w Santiago.

## Klasyfikacja medalowa
Gospodarz zawodów został zaznaczony kolorem.
| Miejsce | Państwo   |    |    |    | Razem |
| ------- | --------- | -- | -- | -- | ----- |
| 1       | Argentyna | 7  | 1  | 0  | 8     |
| 2       | Chile     | 1  | 7  | 2  | 10    |
| 3       | Ekwador   | 1  | 1  | 4  | 6     |
| 4       | Urugwaj   | 1  | 0  | 1  | 2     |
| 5       | Peru      | 0  | 1  | 6  | 7     |
| 6       | Paragwaj  | 0  | 0  | 2  | 2     |
| .       | Boliwia   | 0  | 0  | 2  | 2     |
| Razem   | Razem     | 10 | 10 | 17 | 37    |

## Medaliści

### Mężczyźni
| Konkurencja: | Złoto:               | Srebro:           | Brąz:                          |
| −56kg        | Alonso Delgado       | José Irey         | Carlos Reyes                   |
| −60kg        | Alejandro Villarroel | Esteban Araya     | José Rosado Luis Espinoza      |
| −65kg        | José Irace           | Giovanni Mansilla | Hugo López Jimmy Arévalo       |
| −71kg        | Juan José Gorniez    | José Morales      | Mario Agurto Juan Carlos Araya |
| −78kg        | Jorge Aguirre        | Frnacisco Araya   | Alfredo Rosado Luis Noguera    |
| −86kg        | Gustavo Pascualini   | Eduardo Nova      | Julio Flores Roberto Arangurán |

### Kobiety
| Konkurencja: | Złoto:           | Srebro:         | Brąz:                           |
| −52kg        | Nancy González   | Maritza Jiménez | Gloria Cabana Lilian Núñez      |
| −56kg        | Andrea Curto     | Rosa Alomoto    | Patricia Silva Jeannette Jaldin |
| −61kg        | Mariel Quintieri | Lorena Briceño  | Ana Cornejo                     |
| −66kg        | Marcia Quiñones  | Vilma Cianelli  | Mónica Padilla                  |